# Hara Taicsi
Hara Taicsi (原 大智) (Tokió, 1999. május 5. –) japán korosztályos válogatott labdarúgó, a Kiotó Szanga csatárja.

## Klubcsapatokban
A labdarúgást a Tokió csapatában kezdte. 2021-ben az Istra csapatához szerződött.

## A válogatottban
A japán U20-as válogatott tagjaként részt vett a 2019-es U20-as labdarúgó-világbajnokságon.